# Championnats d'Europe d'haltérophilie 1957
Navigation
Édition précédente Édition suivante
Les championnats d'Europe d'haltérophilie 1957, trente-septième édition des championnats d'Europe d'haltérophilie, ont eu lieu en 1957 à Katowice, en Pologne.

## Résultats
| Catégorie | Or                 | Or       | Argent               | Argent   | Bronze              | Bronze   |
| --------- | ------------------ | -------- | -------------------- | -------- | ------------------- | -------- |
| 56 kg     | Władimir Wiłhowski | 302,5 kg | Marian Jankowski     | 300 kg   | Zbigniew Rusinowicz | 290 kg   |
| 60 kg     | Rafael Czimiszkian | 340 kg   | István Balogh        | 310 kg   | Georg Miske         | 307,5 kg |
| 67,5 kg   | Rawel Chabutdinow  | 375 kg   | Jan Czepułkowski     | 352,5 kg | Marian Zieliński    | 347,5 kg |
| 75 kg     | Mustafa Jaglõ-Oglõ | 400 kg   | Marcel Paterni       | 390 kg   | Jan Bochenek        | 380 kg   |
| 82,5 kg   | Matwiej Rudman     | 422,5 kg | Vaclav Pšenička jun  | 402,5 kg | Ireneusz Paliński   | 400 kg   |
| 90 kg     | Czesław Białas     | 420 kg   | Klaus-Dieter Göhring | 390 kg   | Zdeněk Srstka       | 382,5 kg |
| + 90 kg   | Jewgienij Nowikow  | 480 kg   | Eino Mäkinen         | 440 kg   | Vaclav Syrowy       | 425 kg   |